# Llacuna de Hertzsprung

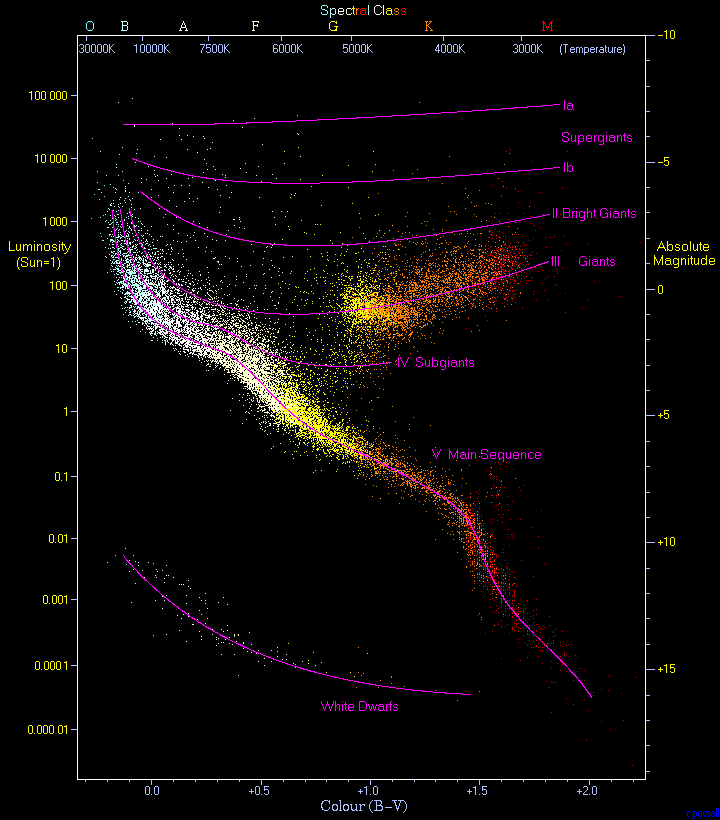
Diagrama Hertzsprung-Russell.

En astronomia es diu Llacuna de Hertzsprung (en anglès Hertzsprung Gap) a una regió del diagrama de Hertzsprung-Russell en la qual es troben molt pocs estels. El seu nom es deu a Ejnar Hertzsprung, qui per primera vegada va observar l'absència d'estels a la regió del diagrama HR situada entre els tipus espectrals A5 i G0, i entre les magnituds absolutes +1 i -3. Correspon a la zona que es troba entre la seqüència principal i les gegantes vermelles per a estels amb una massa d'unes 1,5 masses solars. Quan al llarg de la seva evolució un estel creua la llacuna de Hertzsprung significa que ha finalitzat la combustió de l'hidrogen però no ha iniciat encara la fusió de l'heli.
No obstant això aquesta llacuna o zona buida en realitat pot no ser tal. Els astrònoms pensen que els estels travessen aquesta secció del diagrama HR en molt poc temps en comparació de la vida total d'un estel (en uns 50-100 anys, en contrast amb els milions d'anys que viu un estel), i que simplement no hem pogut veure encara cap estel en aquesta regió. Calen més observacions així com el seguiment de les possibles estrelles progenitores.

## El "Buit groc"
En la part superior del diagrama Hertzsprung-Russell existeix una regió similar coneguda com el Buit groc (Yellow Void en anglès), en la qual gairebé tots els pocs estels existents (tots hipergegants grocs) mostren una gran inestabilitat i pèrdua de massa, la qual cosa s'interpreta com a conseqüència de l'evolució de la fase d'hipergegant vermell a la de Variable lluminosa blava; l'excepció semblen ser estels que estan evolucionant de la seqüència principal a la fase de hipergegant vermell i no a l'inrevés, que no sofreixen d'aquestes inestabilitats.